# 中央人民政府财政部
中央人民政府财政部是根据1949年9月27日中国人民政治协商会议第一届全体会议通过的《中华人民共和国中央人民政府组织法》第十八条的规定，于1949年10月1日设置的一个部门。1954年9月，第一届全国人民代表大会第一次会议在北京召开，会议通过了《中华人民共和国宪法》和《中华人民共和国国务院组织法》，成立中华人民共和国国务院。根据国务院《关于设立、调整中央和地方国家机关及有关事项的通知》，中央人民政府财政部即告结束。国务院按照《国务院组织法》的规定，将原中央人民政府财政部改为中华人民共和国财政部，接替相关工作，成为国务院组成部门。

## 部门工作
按照相关规定，中央人民政府财政部在政务院财政经济委员会的指导下展开工作。
其主要职责是：统一制定一切财政收支项目、收支程序、税收制度、供给标准、行政人员编制；管理中央的财政收入，统一进行审核，逐级拨付各级政府的财政支出；编制国家财政预算、财政决算以及其他的国家财政管理工作。

## 组织结构
中央人民政府财政部成立初期，机关设置变动较大，1951年时财政部共设置有办公厅及13个厅局司级机关：
- 中央人民政府财政部
  - 办公厅
  - 主计司
  - 国防财务司
  - 经济建设财务司
  - 行政财务司
  - 文教社会财务司
  - 农业税司
  - 会计制度司
  - 财政检查司
  - 税务总局
  - 盐务总局
  - 粮食总局：局长梁竹航，副局长龙映北
  - 物资管理总局
  - 参事室

1952年6月5日，政务院财政经济委员会批准了中央人民政府财政部将盐务总局及其所属机构划归中央人民政府轻工业部领导。
1952年8月7日，中央人民政府第十七次会议决定成立中央人民政府粮食部，财政部粮食总局遂撤销。
1953年，财政部增设人事司，主管财政部内的人事工作。
1954年成立预算司，撤销主计司。

## 历任部长
1. 薄一波 （1949年10月－1953年9月）
  - 戎子和 （1952年10月－1953年8月，代理部长）
2. 邓小平 （1953年9月－1954年6月）
3. 李先念 （1954年6月－1954年9月）

| 姓名   | 肖像 | 籍贯      | 在任时期                        | 最高职务 |
| ------ | ---- | --------- | ------------------------------- | --- |
| 薄一波 |      | 山西 定襄 | 1949年10月19日－1953年9月18日   | 中国共产党中央政治局候補委員 中国共产党中央顧問委員會副主任 中华人民共和国国务院副总理                                                                 |
| 戎子和 |      | 山西 平魯 | 1952年10月－1953年9月18日，代理 | 中国人民政治协商会议全國委员会常务委员会委员 |
| 鄧小平 |      | 四川 廣安 | 1953年9月18日－1954年6月19日    | 中国共产党中央委员会副主席 中华人民共和国国务院副总理 中国共产党中央軍事委员会主席 中华人民共和国中央軍事委员会主席 中国人民政治协商会议全国委员会主席 |
| 李先念 |      | 湖北 紅安 | 1954年6月19日－1954年9月28日    | 中国共产党中央委员会副主席 中華人民共和國主席 中国人民政治协商会议全国委员会主席                                                                       |

## 历任副部长
- 戎子和
- 王绍鏊（中国民主促进会）
- 陈国栋（1952年8月至1953年9月）
- 范醒之（1952年8月）
- 吴波（1952年8月）
- 金明（1953年9月）
- 方毅（1953年9月）